# Blossia planicursor
Blossia planicursor är en spindeldjursart som beskrevs av Robert A.Wharton 1981. Blossia planicursor ingår i släktet Blossia och familjen Daesiidae. Inga underarter finns listade.